# イパチンガ
イパチンガ（Ipatinga）は、ブラジルの都市。ミナスジェライス州東部に位置する。人口は26万7333人（2021年）。Vale do Aço 都市圏に属し、その中心都市である。

## 交通
イパチンガはピラシカバ川がDOCE川に流れ込む地点に位置し、州都ベロオリゾンテからは217キロメートル離れている。イパチンガにはミナスジェライス州とエスピリトサント州のヴィトリアを結ぶ鉄道や道路が走っており、また近隣のSantana do Paraísoにあるウジミナス空港ではボーイング737やフォッカー100のようなジェット機を含む小型機や中型機を離着陸させることができる。

## 産業
Vale do Açoとは「鋼鉄の谷」を意味するが、その名の通りイパチンガ市およびこの地方はブラジルにおける製鉄産業の中心地である。ブラジル第2の製鉄所であるウジミナス（ミナスジェライス製鉄）はこのイパチンガに大製鉄工場を持っており、製鉄がこの街の主産業となっている。また、豊富な森林資源を背景に世界第3位のパルプ専業メーカーであるセニブラ社の工場も存在する。

## 自然
工業都市であるにもかかわらず、イパチンガは人口当たり127平方メートルの緑地面積を誇っている。この数値はブラジルでも最も高いものである。イパチンガの中央公園であるParque Ipanemaには、100万平方メートルの敷地に12,000本の木が植えられ、国内最大を誇っている.。

## スポーツ
イパチンガはイパチンガFCがホームタウンとしており、2005年にはカンピオナート・ミネイロにて優勝した。2011年にはカンピオナート・ブラジレイロ・セリエCで3位となり、翌年度の昇格が決まった。

## 出身者
- アレッサンドロ・マンシーニ - サッカー選手
- ケルロン・モウラ・ソウザ - サッカー選手
- ルシオ・リニャーレス - 総合格闘家
- ジョアン・ペドロ - サッカー選手
- イゴール・フラガ - レーシングドライバー、Eスポーツプレイヤー（出生地は石川県金沢市）

## 姉妹都市
- アメリカ合衆国 マサチューセッツ州マールボロ